# Ютросин
Ютро́син (Ютрóшін, пол. Jutrosin) — місто на заході Польщі, у Великопольському воєводстві, Равицькому повіті. Населення становить 1908 осіб (станом на кінець 2009 року), площа — 1,62 км². 
Цей населений пункт був заснований ще в середньовіччі. Перша письмова згадка про Ютросин датується 1281 роком, статус міста надано в 1534 році.

## Демографія
Демографічна структура станом на 31 березня 2011 року:
|          | Загалом | Допрацездатний вік | Працездатний вік | Постпрацездатний вік |
| -------- | ------- | ------------------ | ---------------- | -------------------- |
| Чоловіки | 922     | 212                | 626              | 84                   |
| Жінки    | 997     | 191                | 596              | 210                  |
| Разом    | 1919    | 403                | 1222             | 294                  |